# Ейлу

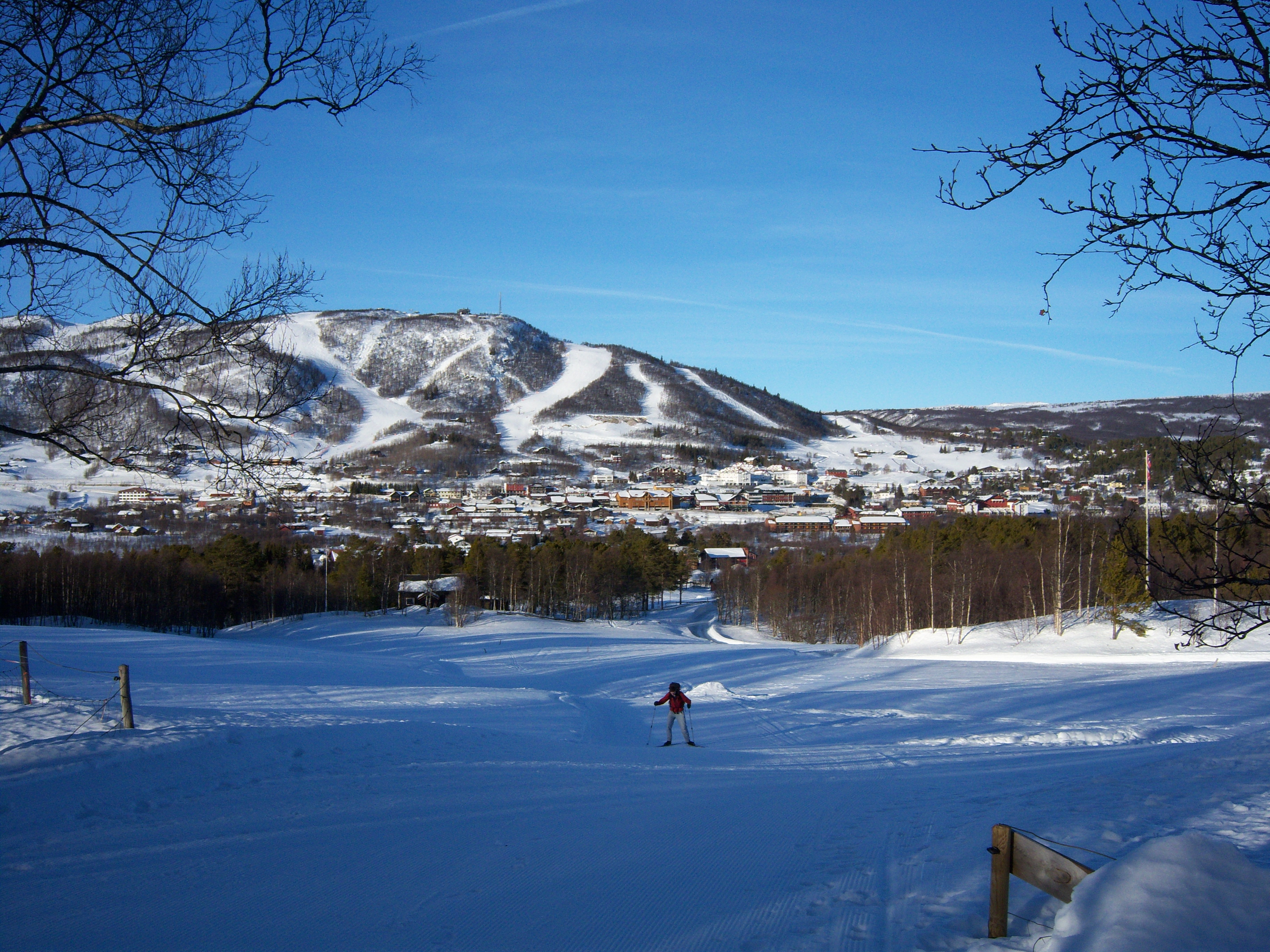
Ейлу

Ейлу (Geiloо файле) — один из самых известных и популярных норвежских горнолыжных курортов. Расположен посередине пути между Бергеном и Осло, на плато Хардангер, рядом с одноименным национальным парком.
Ейлу — один из крупнейших лыжных центров Норвегии.  Две зоны катания курорта расположены друг напротив друга, на двух горных массивах, между которых расположен сам посёлок.
Здесь проводятся международные соревнования по горным и беговым лыжам. В 1980 году были проведены Вторые Паралимпийские зимние игры. Курорт имеет хорошо развитую базу для занятий зимними видами спорта с более чем 100-летними традициями. Неслучайно Гейло называют «альпийским городком» — первые горнолыжные соревнования в Норвегии были проведены именно здесь в 1935 году. Снег здесь лежит практически круглый год. Хороший снежный покров именно для катания гарантирован с ноября по май.